# Дмитриев, Николай Зосимович
Николай Зосимович Дмитриев — советский хозяйственный и политический деятель.

## Биография
Родился в 1923 году в Высоковске. Член КПСС.
Окончил Московский механический институт.
Участник Великой Отечественной войны: рядовой красноармеец 1126-го стрелкового полка 334-й стрелковой дивизии.
В 1942—1944 гг. — боец первого отряда военизированной охраны Казанской железной дороги, Октябрьской железной дороги в Клину.
В 1949—1956 гг. — инженер-конструктор, начальник конструкторского бюро, заместитель главного технолога, в 1956—1959 гг. — заместитель секретаря, секретарь парткома Калужского электромеханического завода.
В 1959—1961 гг. — заведующий промышленно-транспортным отделом Калужского обкома КПСС.
В 1961—1963 гг. — первый секретарь Калужского горкома КПСС.
В 1963—1965 гг. — второй секретарь Калужского промышленного обкома КПСС, заместитель председателя Калужского промышленного облисполкома.
В 1965—1982 гг. — заместитель, в 1982—1986 гг. — первый заместитель председателя Калужского облисполкома.
В 1987—1994 гг. — руководящий работник Калужского областного центра занятости населения.
Делегат XXII съезда КПСС.
Умер в 2003 году в Калуге.

## Награды
- Орден Отечественной войны II степени (06.04.1985)
- Орден Трудового Красного Знамени
- Орден Красной Звездым(06.05.1965)
- Орден Знак Почёта (дважды)